# عدد دین
عدد دین (به انگلیسی: Dean number) یک عدد بی بعد می‌باشد که در دینامیک سیالات برای مطالعه جریان در داخل لوله‌های قوس دار و کانال‌ها استفاده می‌شود. این عدد به افتخار ریاضیدان بریتانیایی دین (به انگلیسی: W. R. Dean) نامگذاری شده‌است. این کمیت که با نماد {\displaystyle De} نشان داده می‌شود به صورت زیر تعریف می‌شود:
{\displaystyle {\text{De}}={\frac {\rho VD}{\mu }}\left({\frac {D}{2R}}\right)^{1/2}}
- {\displaystyle \rho } چگالی سیال
- {\displaystyle \mu } ویسکوزیته دینامیک
- {\displaystyle V} سرعت محوری
- {\displaystyle D} قطر (در اشکال غیر دایره‌ای از قطر معادل استفاده می‌شود. مقاله عدد رینولدز را ببینید.)
- {\displaystyle R} شعاع انحنای مسیر کانال.